# Alexandra Byrne
Alexandra M. E. Byrne (Amounderness, 15 ottobre 1962) è una costumista britannica, candidata 4 volte all'Oscar per i migliori costumi e vincitrice di una statuetta, per Elizabeth: The Golden Age.

## Biografia
Nel corso della sua carriera di costumista è stata candidata quattro volte all'Oscar, per Hamlet, Elizabeth, Neverland - Un sogno per la vita e infine per Elizabeth: The Golden Age, con il quale riesce finalmente ad aggiudicarsi l'ambita statuetta.
Nel 1990 è stata inoltre candidata al Tony Award, e nel 1995 ha vinto un BAFTA per il film Persuasione.
Dal 1980 è sposata con l'attore Simon Shepherd, e ha quattro figli.

## Filmografia
- Persuasione (1995)
- Hamlet (1996)
- Elizabeth (1998)
- Il mandolino del capitano Corelli (2001)
- Neverland - Un sogno per la vita (2004)
- Il fantasma dell'Opera (2004)
- Elizabeth: The Golden Age (2007)
- Sleuth - Gli insospettabili (2007)
- Thor (2011)
- The Avengers (2012)
- 300 - L'alba di un impero (2014)
- Guardiani della Galassia (2014)
- Avengers: Age of Ultron (2015)
- Doctor Strange (2016)
- Assassinio sull'Orient Express (2017)
- Maria regina di Scozia (Mary Queen of Scots), regia di Josie Rourke (2018)
- Mowgli - Il figlio della giungla (Mowgli), regia di Andy Serkis (2018)
- Emma., regia di Autumn de Wilde (2020)
- The Mauritanian, regia di Kevin Macdonald (2021)
- Empire of Light, regia di Sam Mendes (2022)
- The Flash, regia di Andy Muschietti (2023)
- I Fantastici Quattro - Gli inizi (The Fantastic Four: First Steps), regia di Matt Shakman (2025)